# Челзита (Козенца)
Челзита је насеље у Италији у округу Козенца, региону Калабрија.
Према процени из 2011. у насељу је живело 6 становника. Насеље се налази на надморској висини од 733 м.